# Hiroyuki Taniguchi
Hiroyuki Taniguchi (jap. 谷口 博之, Taniguchi Hiroyuki; * 27. Juni 1985 in Yokosuka, Präfektur Kanagawa) ist ein ehemaliger japanischer Fußballspieler.

## Karriere

### Verein
Taniguchi begann mit dem Fußball während der Grundschulzeit, wo er im Verein Kamoi SC spielte. Ab der Mittelschule spielte er für die Jugendmannschaften des Erstligisten Yokohama F. Marinos. Nach seinem Schulabschluss wurde er 2004 jedoch vom Zweitliga-Verein Kawasaki Frontale unter Vertrag genommen, mit dem er jedoch bereits ein Jahr später den Aufstieg schaffte. Er wechselte 2011 dann zu den Marinos und kam nach einem kurzen Abstecher 2013 bei Kashiwa Reysol im Jahr 2014 zu auf Leihbasis zu Sagan Tosu. Für Sagan absolvierte er 28 Erstligaspiele. Nach der Ausleihe wurde er von Sagan fest unter Vertrag genommen. Bei Sagan stand er bis Saisonende 2019 unter Vertrag.
Am 1. Februar 2020 beendete er seine Karriere als Fußballspieler.

### Nationalmannschaft
Mit der japanischen Nationalmannschaft qualifizierte er sich für die Olympischen Sommerspiele 2008.

## Erfolge
- J. League Cup: 2013

## Persönliche Auszeichnungen
- J. League Best Eleven: 2006